# Kościół Luterański Synodu Missouri
Kościół Luterański Synodu Missouri (ang. Lutheran Church – Missouri Synod, skrót: LCMS) – chrześcijański Kościół protestancki tradycji staroluterańskiej działający w Stanach Zjednoczonych, należący do konserwatywnej rodziny Kościołów luterańskich (tzw. wyznaniowego luteranizmu), stanowczo odrzucający teologię liberalnego chrześcijaństwa. Zorganizowany jest według modelu kongregacjonalnego; każdy zbór posiada autonomię.
Jest ósmą, co do wielkości, denominacją protestancką w Stanach Zjednoczonych oraz drugim, po Kościele Ewangelicko-Luterańskim w Ameryce, Kościołem luterańskim w tym kraju. Siedziba Kościoła mieści się w Saint Louis, w stanie Missouri. W Kościele członkami jest 1,8 miliona ochrzczonych; wierni zrzeszeni są w 5914 zborach we wszystkich stanach USA. Kościół Luterański Synodu Missouri jednoczy się z ogólnoświatową rodziną konserwatywnych Kościołów luterańskich zrzeszonych w ramach Międzynarodowej Rady Luterańskiej, której jest członkiem. Kościół administracyjnie podzielony jest na 35 dystryktów. Obecnym Prezydentem Kościoła jest pastor Matthew C. Harrison.

## Historia
Kościół Luterański Synodu Missouri został założony przez niemieckich emigrantów z Saksonii. Pragnęli oni zachować ortodoksyjną naukę luterańską wbrew racjonalistycznym tendencjom panującym w krajowym Kościele Saksonii. W 1847 roku niemieckie zbory połączyły się w Niemiecki Ewangelicko-Luterański Synod Missouri, Ohio i Innych Stanów. Początkowo Kościół miał charakter wyraźnie niemiecki, z czasem zaczął zdobywać wyznawców wśród Amerykanów innego pochodzenia. W 1917 roku, w związku z przystąpieniem USA do I wojny światowej, z nazwy wykreślono przymiotnik „Niemiecki”. W 1947 roku, w setną rocznicę założenia, Kościół przyjął obecną nazwę.

## Teologia

### Biblia
Kluczową dla teologii Kościoła jest doktryna sola scriptura, zgodnie z którą jedynie Biblia jest autorytetem i źródłem dla każdej nauki głoszonej przez Kościół. Poza Biblią nie istnieją żadne dokumenty, według których doktryna Kościoła winna być oceniana i weryfikowana. Konsekwentne podejście do doktryny sola scriptura wyróżnia Kościół Luterański Synodu Missouri na tle liberalnych kościołów luterańskich. Wykładnię Pisma Świętego uznawaną za obowiązującą stanowią szesnastowieczne księgi symboliczne, w tym: Wyznanie augsburskie, Obrona Wyznania augsburskiego, Artykuły szmalkaldzkie, Mały i Duży katechizm Marcina Lutra, Traktat o władzy i prymacie papieża oraz Formuła zgody.
Kościół Luterański Synodu Missouri jednoznacznie poparł stanowisko konserwatywnych kościołów protestanckich w sprawie bezbłędności i nieomylności Biblii pod każdym względem. Doktryna ta oznacza, iż wyklucza się możliwość występowania w tekście biblijnym błędów, co wynika z natchnienia Biblii przez Ducha Świętego. Z tego powodu Kościół odrzuca postulaty wysuwane przez współczesne, modernistyczno-liberalne szkoły interpretacyjne.

### Zbawienie
W sprawie zbawienia człowieka, Kościół podkreśla znaczenie protestanckich zasad: sola gratia, sola fide oraz Solus Christus. W oficjalnym oświadczeniu władze Kościoła zatwierdziły, iż usprawiedliwienie grzesznika pochodzi „wyłącznie z łaski Bożej, wyłącznie przez samą wiarę i wyłącznie przez wzgląd na Chrystusa”. Kościół akcentuje swój chrystocentryzm w soteriologii i zaprzecza, jakoby cokolwiek poza ofiarą krzyżową miało jakikolwiek wpływ na zbawienie człowieka. Odrzuca praktykę modlitwy do świętych oraz ich kult podkreślając, iż Jezus Chrystus jest jedynym pośrednikiem.

### Sakramenty
Kościół Luterański Synodu Missouri, podobnie jak inne kościoły protestanckie, wyznaje wiarę w dwa sakramenty: chrzest oraz Sakrament Ołtarza. Zachowana jest praktyka chrzczenia niemowląt. Kościół odrzuca rzymskokatolicką naukę o przeistoczeniu jak również pogląd, jakoby Wieczerza Pańska miała wyłącznie symboliczny charakter. Przyjmuje się, iż prawdziwe ciało i krew Chrystusa są współobecne na równi z prawdziwym chlebem i winem w czasie sprawowania Sakramentu Ołtarza. Stanowczo odrzuca się praktykę kultu hostii. Kościół praktykuje zamkniętą komunię. Do Sakramentu Ołtarza w Kościele Luterańskim Synodu Missouri przystąpić może wyłącznie osoba będąca jego wyznawcą, bądź wyznawcą innego konserwatywnego Kościoła luterańskiego, z którym Synod Missouri posiada wspólnotę ołtarza i ambony. Do komunii przystępują osoby uprzednio ochrzczone i konfirmowane.

### Kreacjonizm
Kościół Luterański Synodu Missouri oficjalnie odrzuca teorię ewolucji jako niezgodną z Pismem Świętym i jest zdeklarowanym zwolennikiem kreacjonizmu i koncepcji inteligentnego projektu. Wszystkie zbory i placówki oświatowe Kościoła, w tym uniwersytety i seminaria duchowne zobowiązane są do „nauczania kreacjonizmu z biblijnej perspektywy”. Kościół podziela wiarę w stworzenie świata w ciągu sześciu dwudziestoczterogodzinnych dni.

### Eschatologia
W przeciwieństwie do większości konserwatywnych protestantów w USA, głównie ewangelicznych chrześcijan, Kościół Luterański Synodu Missouri nie podziela wiary w dosłowne Tysiącletnie Królestwo, ani tajemnicze porwanie Kościoła przy końcu wieków. Jest zwolennikiem amillenaryzmu.

### Sukcesja apostolska
W odróżnieniu od anglikanów i części luteran, Kościół Luterański Synodu Missouri odrzuca znaczenie sukcesji apostolskiej w rozumieniu przyjmowanym przez kościoły episkopalne.

## Prezydenci Kościoła
- 1847–1850 – C.F.W. Walther
- 1850–1864 – F.C.D. Wyneken
- 1864–1878 – C.F.W. Walther
- 1878–1899 – Heinrich Christian Schwan
- 1899–1911 – Franz August Otto Pieper
- 1911–1935 – Friedrich Pfotenhauer
- 1935–1962 – John William Behnken
- 1962–1969 – Oliver Raymond Harms
- 1969–1981 – J.A.O. Preus II
- 1981–1992 – Ralph Arthur Bohlmann
- 1992–2001 – Alvin L. Barry
- 2001–2001 – Robert T. Kuhn
- 2001–2010 – Gerald B. Kieschnick
- od 2010 – Matthew C. Harrison